# Buena Vista (Colón)
Buena Vista es un corregimiento del distrito de Colón en la provincia de Colón, República de Panamá. Está ubicado en la Carretera Transístmica, entre los corregimientos de San Juan y Limón en Panamá.

## Historia
Para febrero de 1939, llegan los primeros habitantes viniendo de Chilibre a las montañas de Agua Sucia, San Juan. En oportunidades diez jóvenes en búsqueda de tierras para trabajar la agricultura. Llegan a los previos de un río llamado Agua Sucia, pero como el lugar era selva virgen el acceso era difícil se regresan siete y se quedan solo tres de los primeros emprendedores resueltos en residir en este lugar. Son los señores José Viloria, Rufino Santana y Mateo Cordero.
Para fines de marzo de 1939, inicia las limpieza de las tierra; laboran una barraca con materiales obtenidos en el área. Para noviembre del mismo año las familias de los tres emprendedores se asientan en el lugar, registrándose los primeros pobladores de Agua Sucia.  La accesibilidad era difícil se tenía que recorrer caminando hasta 8 horas desde el lago Alajuela hasta el poblado de Gatuncillo. Para llegar al Río de Agua Sucia se tenía que tomar trochas y marcar los árboles para no perderse el camino. En el área se acostumbraba a la caza de aves silvestres, macho de monte y venados que abundaban.
Para cuando la guerra entre los norteamericanos y los japoneses inicia, se toma el interés de construir la carretera Transístmica desde la ciudad de Colón al norte del país hasta la ciudad capital de Panamá atravesando la parte más angosta de Panamá. Esto trajo consigo el interés de muchos personas e inicia la migración de familias panameñas y antillanos que provenían de la ciudad de Colón y todo el territorio nacional.
Para logar regular la llegada de personas con el deseo de obtener terrenos se organiza la primera sociedad Agrícola de Agua Sucia encargada de inscribir a los interesados en lotes. Buena Vista se convierte en un área rica en producción agrícola con gente trabajadora y emprendedora, se inicia a regular el asentamiento y se propone cambiar el nombre a Buena Vista para recordar a la comunidad que se encontraba en el antiguo antiguo distrito de Buenavista se mudaron a ese sector, tras la inundación del pueblo para dar paso al lago Gatún.

## Geografía

### Aspecto físico
Tiene una superficie de 114,5 km². 

### Ubicación
| Noroeste: Puerto Pilón | Norte: María Chiquita (Distrito de Portobelo) | Noreste: Salamanca         |
| Oeste: Limón           |                                               | Este: Salamanca y San Juan |
| Suroeste: Limón        | Sur: Cristóbal                                | Sureste: Santa Rosa        |

### Subdivisiones
Está formado por comunidades y sectores como: El Jiral, Quebrada Bonita, Los Playones, Altos de Divisa, Peñas Blancas, La Coclesana, Frijolitos, Pueblo Grande No1, Pueblo Grande No.2, La Escandalosa, Altos de la Gloria, El Progreso, Las Torres, Brisas de Peñas Blancas, La 97, Barriada Génesis, Campo Alegre, Residencial Buena Vista, Residencial Brisas de Buena Vista, Dos Ríos, El Vivero, entre otros.

### Hidrografía
El corregimiento de Buena Vista forma parte de la cuenca hidrográfica que abastece de agua al canal de Panamá.

## Demografía
Según el censo del 2000 contaba con una población de 10.428 habitantes, se estima una población de 14 285 habitantes para el censo de 2010.

## Economía
En la actualidad, la Feria Nacional de Colón, Industrial, Comercial, Agropecuaria, Artesanal, Turística y Folclórica se realiza en este corregimiento.